# Delturus parahybae
Delturus parahybae är en fiskart som beskrevs av Eigenmann och Eigenmann, 1889. Delturus parahybae ingår i släktet Delturus och familjen Loricariidae. Inga underarter finns listade i Catalogue of Life.